# Stalmest

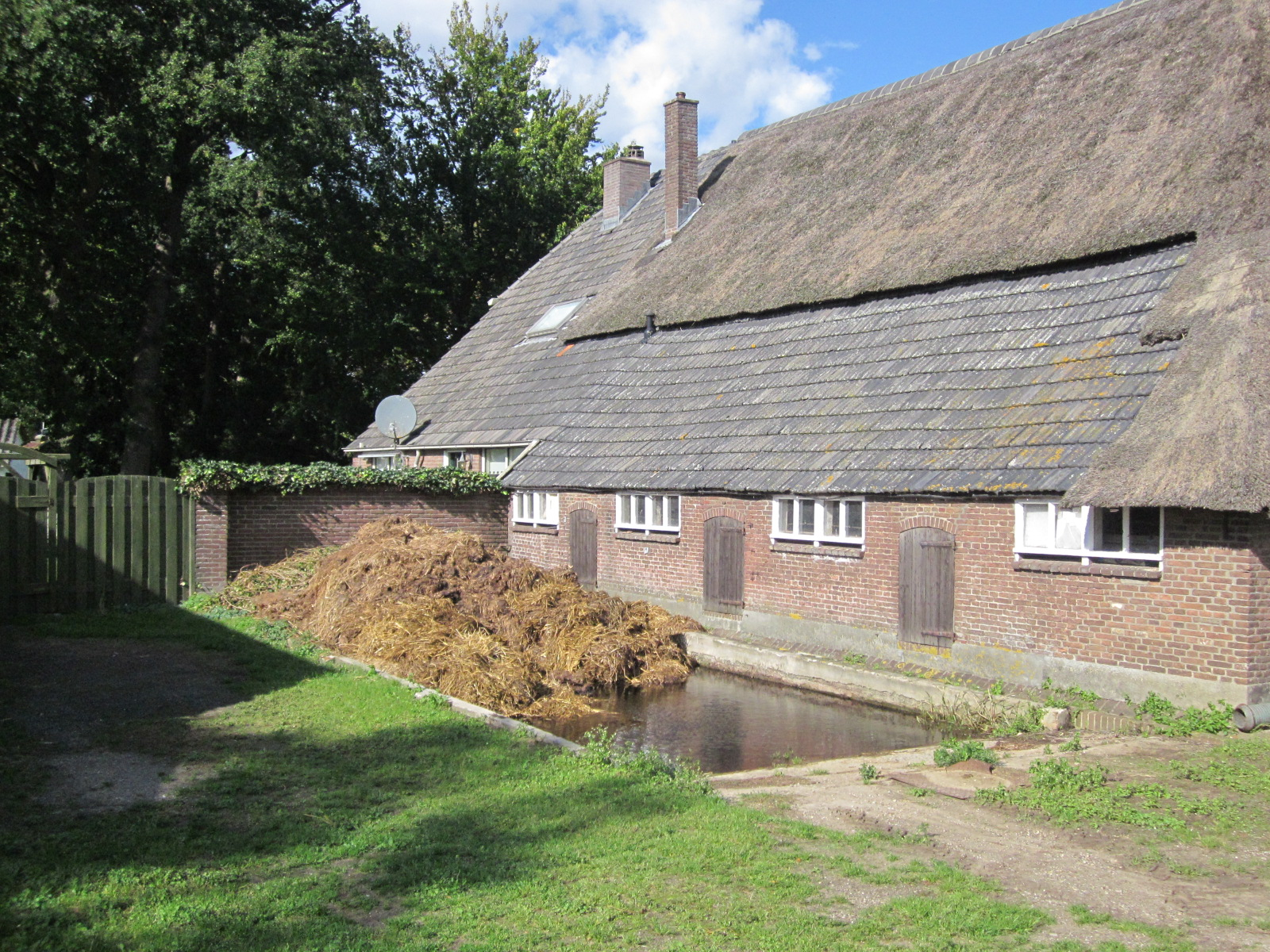
Traditionele mestvaalt bij een boerderij

Stalmest is een mengsel van vaste (ontlasting) stoffen, urine en stro. Het is een mestsoort.

## Afbraak
In de verse stalmest ontwikkelen zich diverse eencellige micro-organismen, waarvan de belangrijkste zijn:
- bacteriën
- schimmels
- straalzwammen

Door de micro-organismen worden de aanwezige organische stoffen, zoals eiwitten, koolhydraten en vetten, afgebroken tot eenvoudigere, organische en anorganische, verbindingen. De schimmels, die voor afbraak van het stro zorgen, en de aerobe (zuurstofminnende) bacteriën die de feces afbreken, ontwikkelen zich alleen als er voldoende lucht (zuurstof) in de mest aanwezig is. De straalschimmels breken zeer moeilijk afbreekbaar materiaal af. Door de activiteiten - met name de exotherme celademhaling - van de eencelligen kan de temperatuur in de mest flink stijgen. Onder anaerobe omstandigheden werken alleen de anaerobe bacteriën en straalschimmels, en wordt de mest niet alleen minder ver afgebroken, maar gaat de afbraak ook langzamer, waardoor de temperatuur veel lager blijft.
Voor bemestingsdoeleinden is vooral 1 jaar oude mest geschikt, doordat deze beter strooibaar is en de voedingsstoffen makkelijker voor de planten beschikbaar komen.

## Samenstelling
In tegenstelling tot kunstmest heeft stalmest een wisselende samenstelling. De gemiddelde samenstelling van mest in grammen per kg is:
| Mestsoort              | water | organische stof | effectieve organische stof*) | stikstof | fosforzuur | kali | magnesium | kalk | chloor |
| ---------------------- | ----- | --------------- | ---------------------------- | -------- | ---------- | ---- | --------- | ---- | ------ |
| runderstalmest         | 750   | 140             | 77                           | 5        | 3          | 4,5  | 1,5       | 4    | 1,5    |
| champost               | 530   | 180             | 88                           | 5        | 3          | 5    | 5,5       | 59,5 |        |
| droge hennenmest       |       |                 | 188                          | 21       | 17         | 11   | 4,5       |      |        |
| kalkoenenmest          |       |                 | 232                          | 27       | 21         | 20   |           |      |        |
| kalverendrijfmest      |       |                 | 5                            | 3        | 1          | 2    | 0,5       |      |        |
| kippenstrooiselmest    | 400   | 350             | 230                          | 21       | 26         | 15   | 4         | 34   | 6      |
| paardenmest            |       |                 | 126                          | 5        | 3          | 6    |           |      |        |
| rundveedrijfmest       | 905   | 60              | 30                           | 5        | 2          | 7    | 1         | 2    |        |
| stapelbare varkensmest | 770   | 160             | 88                           | 7        | 18         | 8    | 2,5       | 9    |        |
| varkensdrijfmest       | 920   | 63              | 18                           | 7        | 4          | 7    | 0,1       | 3,5  |        |
| vaste varkensmest      |       |                 | 64                           | 7        | 8          | 3    | 1,5       |      |        |
| vleeskuikenmest        |       |                 | 279                          | 28       | 15         | 20   | 6         |      |        |
| zeugendrijfmest        |       |                 | 11                           | 4        | 3          | 4    | 1         |      |        |

*) De effectieve organische stof is de hoeveelheid organische stof die na 1 jaar nog in de grond aanwezig is.

### Faeces
De gemiddelde samenstelling van de faeces in grammen per kg is:
| diersoort | water | organische stof | stikstof | fosforzuur | kali |
| --------- | ----- | --------------- | -------- | ---------- | ---- |
| paard     | 750   | 230             | 5,5      | 3,0        | 3,3  |
| rund      | 860   | 110             | 4,0      | 2,7        | 1,5  |
| varken    | 820   | 160             | 6,0      | 5,0        | 4,0  |
| schaap    | 680   | 290             | 6,0      | 3,0        | 2,0  |
| kip       | 550   | 300             | 15,0     | 10,0       | 8,0  |

### Urine
De gemiddelde samenstelling van de urine in grammen per kg is:
| diersoort | water | organische stof | stikstof | fosforzuur | kali |
| --------- | ----- | --------------- | -------- | ---------- | ---- |
| paard     | 890   | 70              | 12,0     | 0,5        | 15,0 |
| rund      | 960   | 30              | 7,0      | --         | 15,5 |
| varken    | 940   | 25              | 5,0      | 0,5        | 10,0 |
| schaap    | 875   | 80              | 15,0     | 1,0        | 18,0 |

## Soorten
De volgende belangrijkste soorten organische mest kunnen onderscheiden worden:
- Paardenmest
- Rundermest
- Varkensmest
- Kippenmest

### Paardenmest

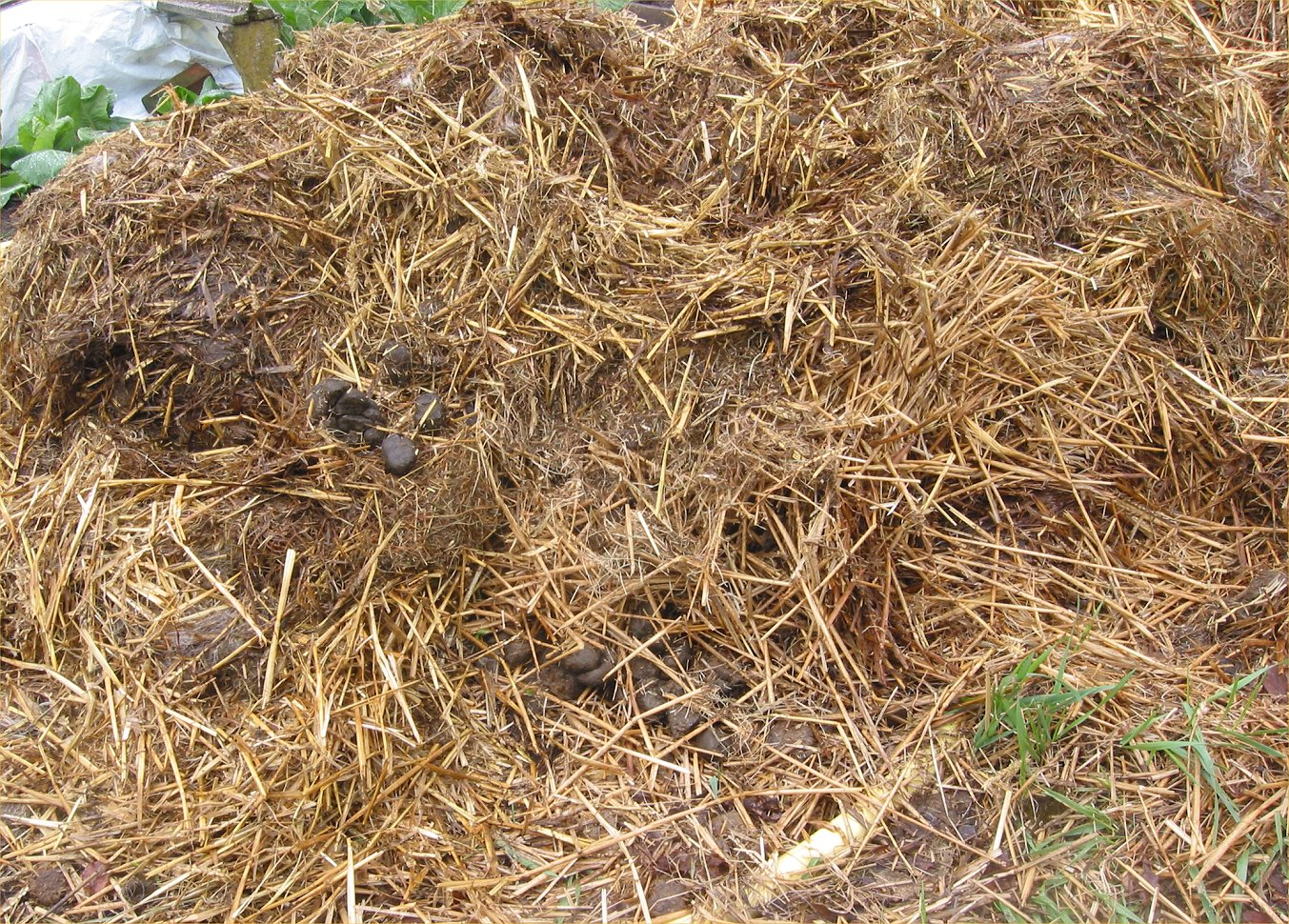
Verse paardenmest

Paardenmest wordt vooral gebruikt bij de champignonteelt. Vroeger werd paardenmest ook gebruikt voor het opwarmen van broeibakken voor de teelt van komkommers. Paardenstalmest broeit gemakkelijk door de aanwezige ammoniak en bacteriën.

### Rundermest (koemest)
Sinds de jaren 1970 worden koeien bijna niet meer in een grupstal gehouden, maar in een ligboxenstal, waar geen stro wordt gebruikt en waarbij de mest in een mestkelder wordt opgeslagen. Deze mest wordt drijfmest genoemd. In de biologische sector wordt een potstal gebruikt, die een kwalitatief zeer goede stalmest levert. Runderstalmest heeft afhankelijk van de voeding van de koe een verschillende samenstelling. Wordt eiwitrijk voer gegeven dan heeft de stalmest ook een hoger stikstof- en fosforzuurgehalte. Voor de particulier is er gedroogde koemest in de handel.

## Uitrijden
Stalmest wordt veelal met een mestverspreider achter een tractor over het gras- of bouwland verspreid. De bodem van de wagen wordt naar achteren geduwd waar de mest over het land wordt verspreid met behulp van een aangedreven schoepenas.

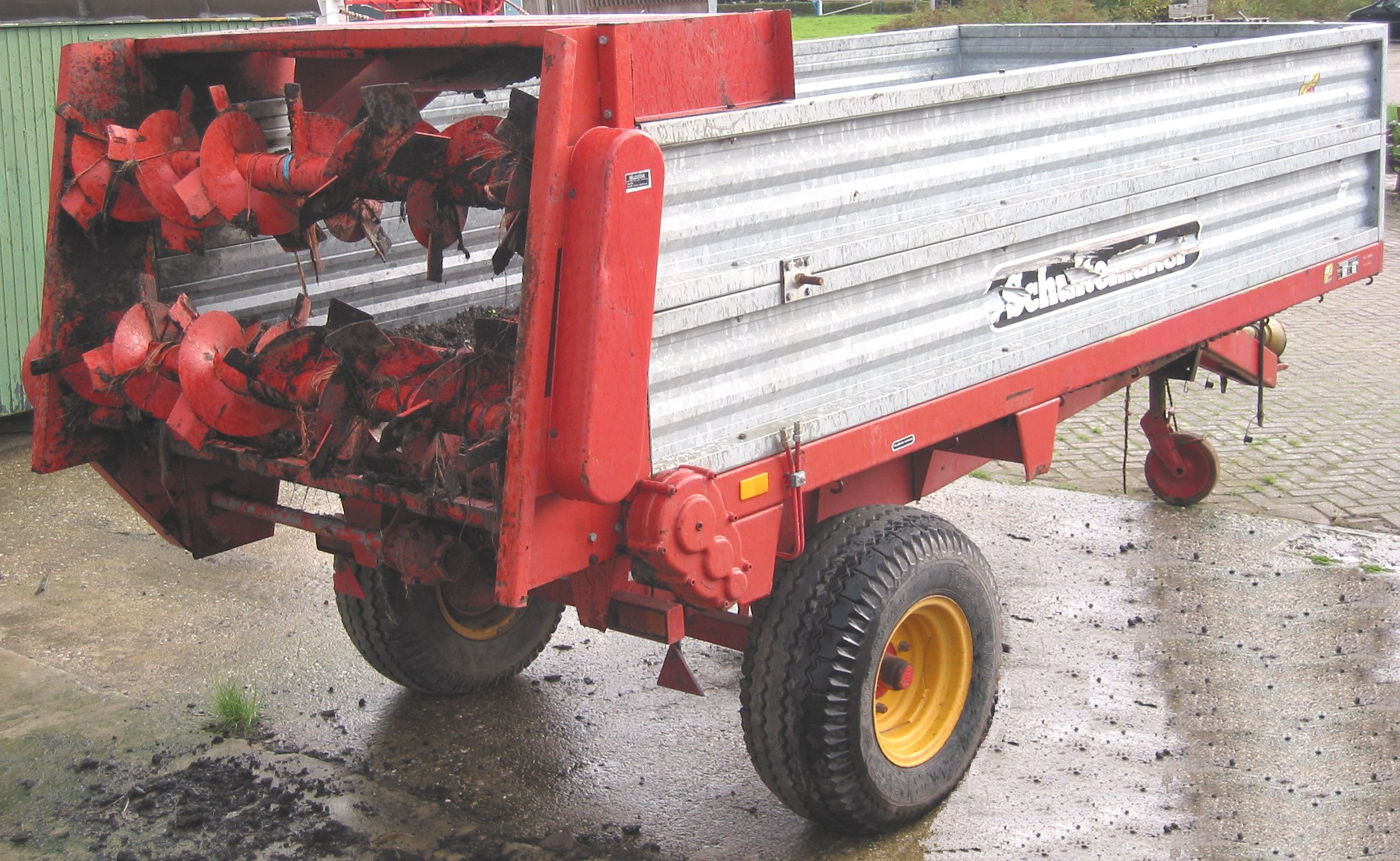
Mestverspreider
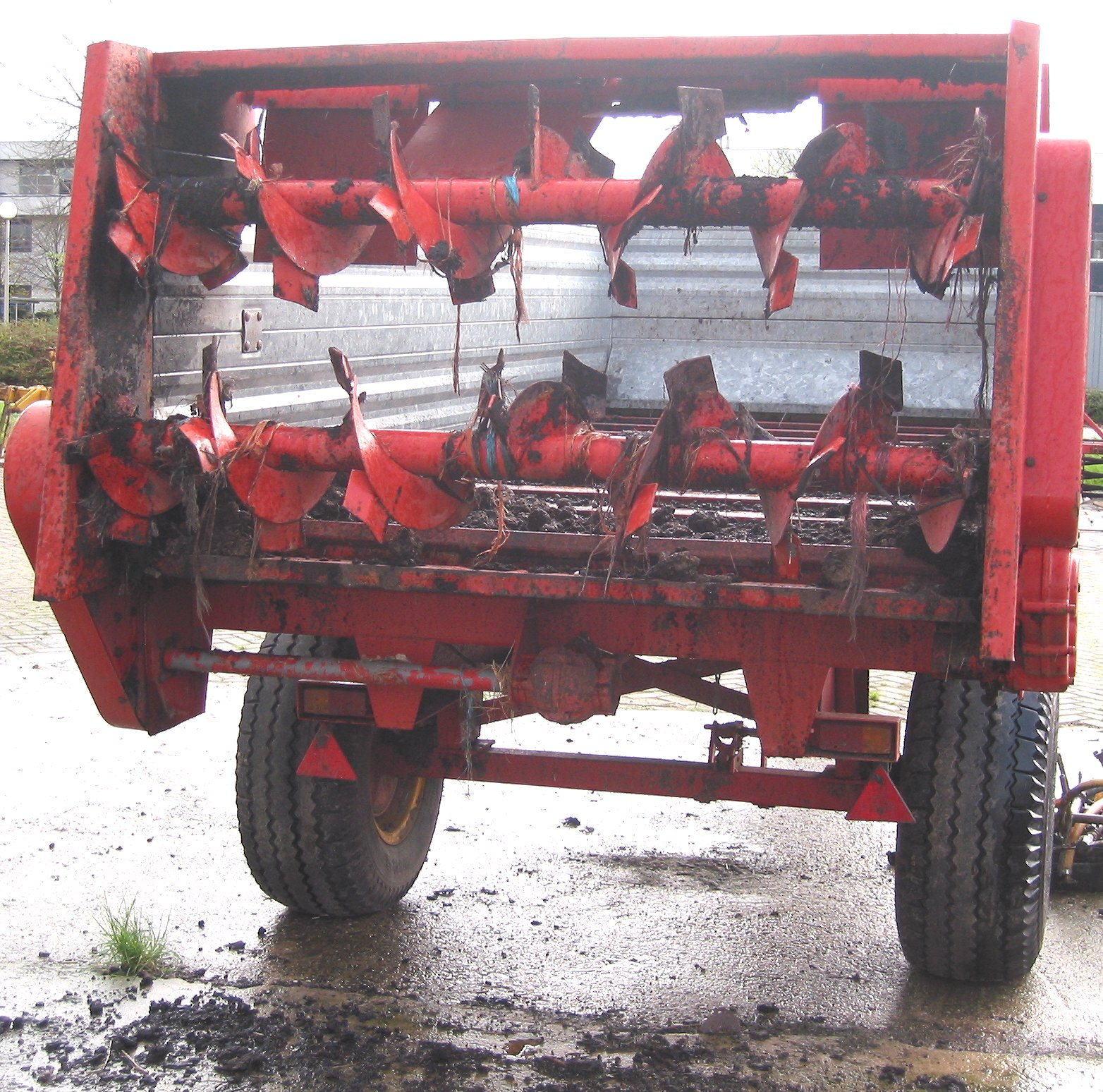
Achterzijde mestverspreider
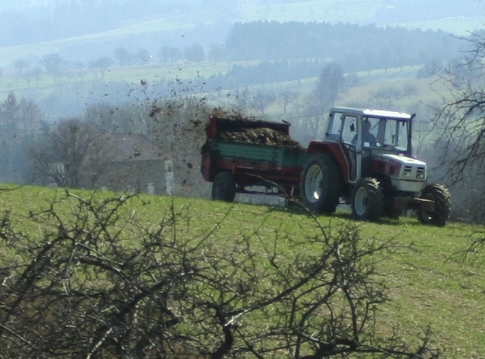
Uitrijden van stalmest